# Championnat de Formula Nippon 2003
Le championnat de Formula Nippon 2003 a été remporté par le pilote japonais Satoshi Motoyama, sur une Lola-Mugen du Team Impul.

## Engagés
| Écurie             | #  | Pilotes                 | Épreuves |
| ------------------ | -- | ----------------------- | -------- |
| Nakajima Racing    | 1  | Takashi Kogure          | Tous     |
| Nakajima Racing    | 2  | André Lotterer          | Tous     |
| Kondo Racing       | 3  | Yuji Tachikawa          | Tous     |
| Kondo Racing       | 4  | Dominik Schwager        | Tous     |
| Team 5Zigen        | 5  | Ryo Michigami           | Tous     |
| Team 5Zigen        | 6  | Ryo Fukuda              | 1-5      |
| Team 5Zigen        | 6  | James Courtney          | 7-10     |
| Team LeMans        | 7  | Toshihiro Kaneishi (en) | Tous     |
| Team LeMans        | 8  | Takeshi Tsuchiya        | Tous     |
| Team Nova          | 9  | Haruki Kurosawa         | Tous     |
| Team Nova          | 10 | Tetsuya Fujisawa        | 1-4      |
| Team Nova          | 10 | Yudai Igarashi          | 5-7      |
| Team Nova          | 10 | Hiroki Katoh            | 8-10     |
| Racing Team Cerumo | 11 | Tsugio Matsuda          | Tous     |
| Racing Team Cerumo | 12 | Yuji Ide                | Tous     |
| Team Impul         | 19 | Satoshi Motoyama        | Tous     |
| Team Impul         | 20 | Benoît Tréluyer         | Tous     |
| Team 22            | 22 | Juichi Wakisaka         | Tous     |
| Team Mohn          | 28 | Hideki Noda             | Tous     |
| Dandelion Racing   | 40 | Richard Lyons           | Tous     |
| Dandelion Racing   | 41 | Naoki Hattori           | Tous     |

## Règlement sportif
- L'attribution des points s'effectue selon le barème 10,6,4,3,2,1.
- Tous les résultats comptent
- Obligation d'utiliser des Lola-Mugen.

## Courses de la saison 2003
| Date         | Lieu   | Vainqueur               | Nationalité | Voiture    | Écurie           |
| 23 mars      | Suzuka | Satoshi Motoyama        | Japon       | Lola-Mugen | Team Impul       |
| 6 avril      | Fuji   | Satoshi Motoyama        | Japon       | Lola-Mugen | Team Impul       |
| 27 avril     | Mine   | Satoshi Motoyama        | Japon       | Lola-Mugen | Team Impul       |
| 8 juin       | Motegi | Juichi Wakisaka         | Japon       | Lola-Mugen | Team 22          |
| 6 juillet    | Suzuka | Richard Lyons           | Royaume-Uni | Lola-Mugen | Dandelion Racing |
| 27 juillet   | Sugo   | Satoshi Motoyama        | Japon       | Lola-Mugen | Team Impul       |
| 31 août      | Fuji   | Benoît Tréluyer         | France      | Lola-Mugen | Team Impul       |
| 21 septembre | Mine   | Benoît Tréluyer         | France      | Lola-Mugen | Team Impul       |
| 19 octobre   | Motegi | Toshihiro Kaneishi (en) | Japon       | Lola-Mugen | Team LeMans      |
| 2 novembre   | Suzuka | Juichi Wakisaka         | Japon       | Lola-Mugen | Team 22          |

## Classement des pilotes
| Classement | Pilote                  | Pays        | Voiture    | Écurie           | Nombre de points |
| ---------- | ----------------------- | ----------- | ---------- | ---------------- | ---------------- |
| 1er        | Satoshi Motoyama        | Japon       | Lola-Mugen | Team Impul       | 56               |
| 2e         | Benoît Tréluyer         | France      | Lola-Mugen | Team Impul       | 35               |
| 3e         | Juichi Wakisaka         | Japon       | Lola-Mugen | Team 22          | 31               |
| 4e         | Toshihiro Kaneishi (en) | Japon       | Lola-Mugen | Team LeMans      | 25               |
| 5e         | André Lotterer          | Allemagne   | Lola-Mugen | Nakajima Racing  | 22               |
| 6e         | Richard Lyons           | Royaume-Uni | Lola-Mugen | Dandelion Racing | 20               |
| 7e         | Yuji Ide                | Japon       | Lola-Mugen | Team Cerumo      | 19               |
| 8e         | Takeshi Tsuchiya        | Japon       | Lola-Mugen | Team LeMans      | 16               |
| 9e         | Ryo Michigami           | Japon       | Lola-Mugen | Team 5Zigen      | 13               |
| 10e        | Takashi Kogure          | Japon       | Lola-Mugen | Nakajima Racing  | 11               |
| 11e        | Tsugio Matsuda          | Japon       | Lola-Mugen | Team Cerumo      | 7                |
| 12e        | James Courtney          | Australie   | Lola-Mugen | Team 5Zigen      | 3                |
| 12e        | Naoki Hattori           | Japon       | Lola-Mugen | Dandelion Racing | 3                |
| 14e        | Hideki Noda             | Japon       | Lola-Mugen | Team Mohn        | 1                |
| 14e        | Ryo Fukuda              | Japon       | Lola-Mugen | Team 5Zigen      | 1                |